# Нагаута (музика)

Ширма з Ідзумо-но Окуні (на сцені праворуч), 1600-ті роки

Нагаута (яп. 長唄, букв. «довга пісня») — жанр японської камерної музики для сямісена, тісно пов'язаний із театром кабукі.

## Етимологія
Слово «нагаута» вперше згадано в Манйосю для позначення довгого віршованого твору, проте пізніше ті ж ієрогліфи стали читати інакше, тьока, і прямого зв'язку з музичним жанром нагаута-поезія не має.
Перша згадка музики-нагаути зустрічається в другому томі збірки музики «Соснові голки» (мацу но ха), однак з огляду на те, що збірка не містить нот, неможливо точно встановити відмінності між ранніми творами в цьому жанрі від інших, за винятком того, що пісні-нагаута зазвичай довші. У XVIII столітті кансайська за походженням музика для сямісена міцно облаштувалася в Едо (Токіо), там з'явилися місцеві жанри: едо-дзіута, едо-нагаута та інші.

## Різновиди
Внутрішня категоризація репертуару нагаути включає поділ на танцювальні та розповідні твори, кожна з цих категорій поділяється на сюжетні (яп. 段物, даммоно) і поетичні (яп. 端物, хамоно). Більшість танцювальних сюжетних творів виконуються не на театральній сцені, а на окремо організованих виставах (яп. お座敷, о-дзасики).
Інша класифікація спирається на хронологічний порядок появи різновидів:
- меріясу (яп. めりやす) — найраніший вид нагаути, перший відомий твір цього виду — «Муген но кане» (яп. 無間の鐘), складений 1731 року
- сьоса (яп. 所作)
- дзьорурі
- о-дзасікі
- одзацума (яп. 大薩摩)
- йокьоку (яп. 謡曲)
- сінкьоку (яп. 新曲)

## Історія

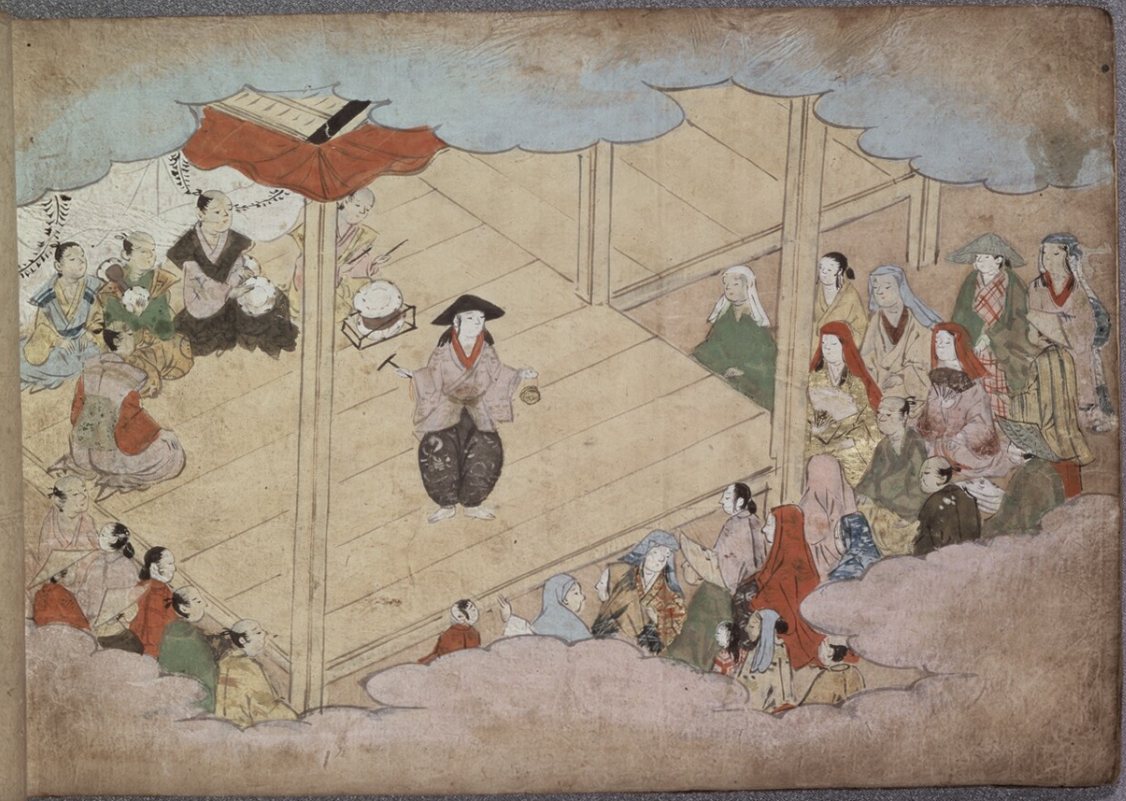
Ідзумо-но Окуні на сцені, одна з перших картин, що зображують кабукі

Наративна музика під акомпанемент біви існувала в Японії від XIII століття; на початку XVII століття в Японію потрапив сямісен, який замістив біву майже у всіх жанрах, зокрема й ліричних. Попередниками нагаути є розповідні балади секкьо-бусі, буддійська драматична музична форма саемон і ще один наративний жанр, дзьорурі. Два проміжних жанри, секкьо-дзьорурі і народне читання під удари віяла, оку-дзьорурі, сформували базу для предка всієї ліричної музики для сямісена — дзіути.

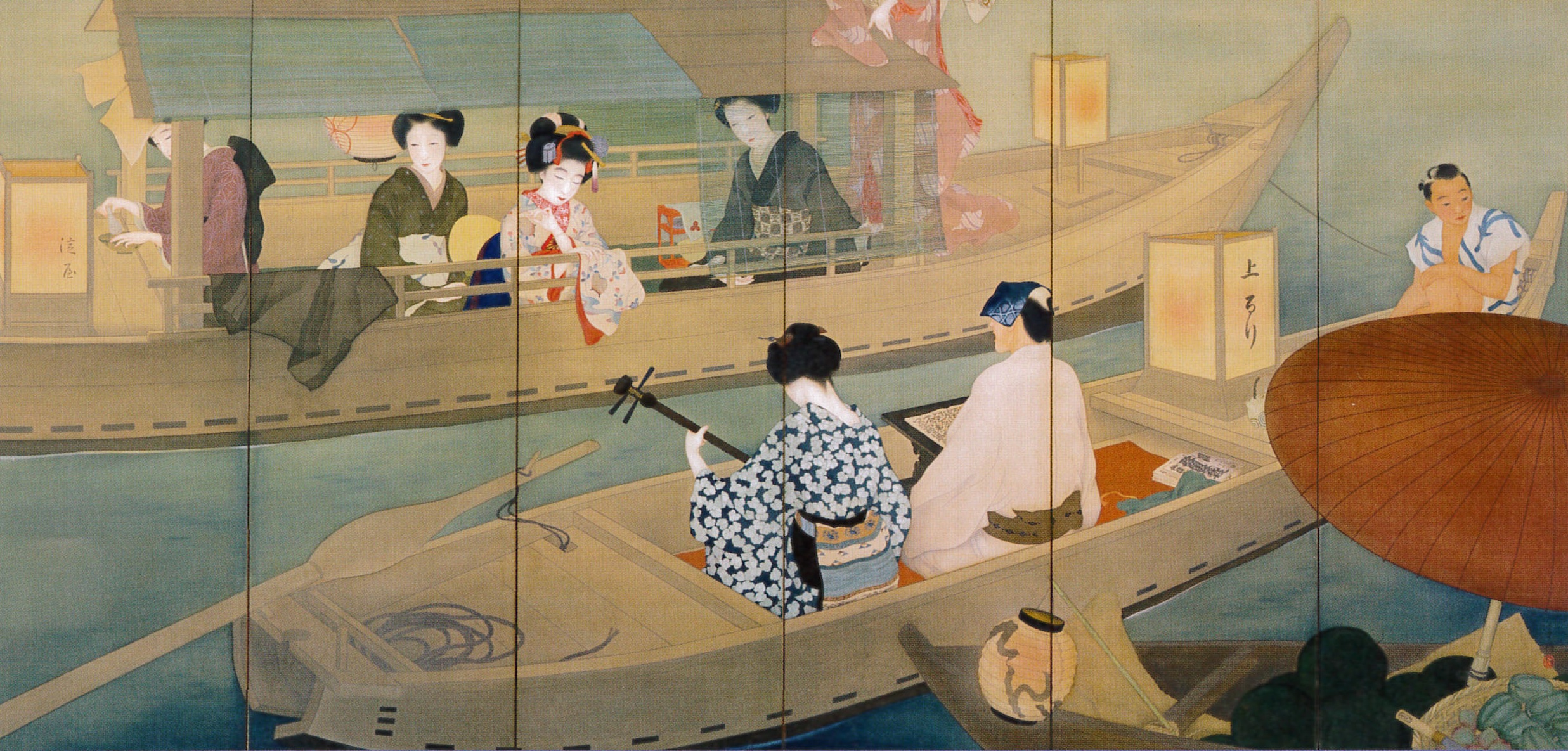
«Човен з дзьорурі», Тігуса Кітані, 1926

Історія нагаути тісно пов'язана з історією театру кабукі, що виник у кінці XVI століття. Ранні види кабукі мабуть являли собою вистави більш стародавнього театру но під акомпанемент співу і різних інструментів: ударних, флейта, кокю; сямісен тоді вже був поширеним вуличним інструментом. У кабукі сямісен потрапив у 1634—1650 роках вже тісно пов'язаним з культурою кварталів червоних ліхтарів, яка вплинула і на розвиток цього театру; так, пісні, що виконувалися в публічних будинках, стали співати зі сцени під іншими назвами, сюжети багатьох творів включають життя в публічних будинках. Самі акторки і актори кабукі займалися проституцією, тому 1626 року жінок зі сцени вигнали, проте чоловічу проституцію це не зупинило.
На початку XVIII століття сямісен міцно увійшов до складу ансамблю для вистав кабукі. Кабукі в цей період зазнав сильного впливу театру маріонеток бунраку, особливо драматурга Тікамацу Мондзаемона, тривалість танців зростала, що призвело до розвитку музичної складової. Найвидатніші твори жанру нагаута створили в XIX столітті такі майстри: Кинея Рокудзаемон IX, X, XI, Кинея Сьодзіро III, Кінея Кацусабуро II.
Подальший розвиток привів кабукі до появи окремих музичних творів, не пов'язаних із танцями і співом. Разом з тим знову зріс вплив театру но.
У XX столітті відбулося кілька спроб вестернізувати кабукі (і нагауту), проте єдине збережене в жанрі нововведення цього століття — поява точної системи нотації.